# Ніккі Джейн
Саманта Джейн Гейвуд (англ. Samantha Jane Haywood, (10 червня 1985 , Віган, Великий Манчестер ), відома як Ніккі Джейн (англ. Nikki Jayne) — колишня британська порноакторка.

## Біографія
Народилася 10 червня 1985 року в Манчестері. Виросла в Біч-Гіллі, передмісті Вігана, де вчилася в Католицькій школі Святого Джона Фішера (St John Fisher Catholic High School). У 18 років перенесла операцію зі збільшення грудей з 34А до 34С. Після школи вступила в коледж, де вивчала акторську майстерність, бізнес і психологію, але пішла через три місяці. Після цього три з половиною роки працювала, продаючи рекламу в газеті Wigan Reporter.
У 2007 році брала участь у ETO Show в Бірмінгемі, де працювала моделлю вечірніх суконь. Там її представили Газзману (Gazzman) і Дейву (Dave) з порностудії Harmony Films. Через три дні вона приїхала до Чехії на зйомки в першій порносцені The Initiation of Nikki Jayne («Посвята Ніккі Джейн»).
Через 9 місяців була найнята агентством талантів LA Direct Models і запрошена в Лос-Анджелес; у червні 2008 року підписала контракт з порностудією Vivid Entertainment.
У квітні 2009 року було оголошено, що вона вестиме колонку порад в британському журналі Men's World Magazine.
Пішла з порноіндустрії в 2014 році, знявшись в 45 порнофільмах.

## Нагороди та номінації
- 2009: AVN Award — краща нова старлетка — номінація[13]
- 2009: AVN Award — краща сцена подвійного проникнення — The Nikki Jayne Experiment — номінація
- 2009: CAVR Award — Blu-ray фільм року — The Nikki Jayne Experiment[14]
- 2009: XRCO Award — нова старлетка — номінація[15]
- 2009: Hot d'or — краща європейська старлетка — номінація[16]
- 2009: XBIZ Award — нова старлетка року — номінація[17]
- 2010: AVN Award — краща сцена подвійного проникнення — Catch Me — номінація[18]
- 2010: AVN Award — краща сольна сцена — Catch Me — номінація
- 2011: XRCO Award — краща актриса (номінація)[19]
- 2011: AVN Award — краща актриса — The Condemned — номінація[20]
- 2011: AVN Award — краща групова лесбійська сцена — The Condemned — номінація
- 2011: AVN Award — краща сцена подвійного проникнення — The Condemned — номінація

## Вибрана фільмографія
- The Initiation of Nikki Jayne
- The Nikki Jayne Experiment
- Catch Me
- The Condemned